# Craig C. Mello
Craig Cameron Mello (født 18. oktober 1960 i New Haven) er en amerikansk udviklingsbiolog som modtog Nobelprisen i fysiologi eller medicin i 2006 sammen med Andrew Fire. Mello arbejder i dag på University of Massachusetts.
Mello og Fire modtog nobelprisen for deres opdagelse af fænomenet RNA-interferens, ofte forkortet RNAi. RNA er sædvanlig enkelstrenget, men det forekommer også som dubbelstrenget RNA. RNA-interferens indebærer at sådanne dubbelstrengede RNA molekyler kan hæmme udtrykket af et gen, således at proteinsyntesen af dette hæmmes. RNA-interferens kan betragtes som et slags immunforsvar for genomet. Mello og Fire studerede fænomenet med rundormen C. elegans som modelorganisme.

## Eksterne links
- Nobelprize.org, Nobelpriset i medicin 2006 (engelsk)
- Nobelprize.org, Craig Mello – selvbiografi (engelsk)